# كريستينا بوكسر
كريستينا بوكسر (بالإنجليزية: Christina Boxer) هي منافسة ألعاب القوى بريطانية، ولدت في 25 مارس 1957 في Northolt ‏ في المملكة المتحدة.

## وصلات خارجية
- كريستينا بوكسر على موقع الاتحاد الدولي لألعاب القوى (الإنجليزية)
- كريستينا بوكسر على موقع أوليمبيديا (الإنجليزية)